# Cymru Premier (2019/2020)
Cymru Premier 2019/2020 (znana jako  JD Cymru Premier ze względów sponsorskich) był 28. sezonem najwyższej klasy rozgrywkowej w Walii. 
Do 2019 r. liga była znana jako Welsh Premier League. Sezon został otwarty 16 sierpnia 2019 r. 
Ostatnie mecze odbyły się 6 marca 2020 r. Ze względu na pandemię COVID-19 w Wielkiej Brytanii sezon został zakończony 19 maja 2020 r.
Mistrzem po raz pierwszy w swojej historii został zespół Connah’s Quay Nomads.

## Skutki pandemii koronawirusa
13 marca 2020 r. wszystkie gry zostały zawieszone z powodu pandemii COVID-19.
W dniu 19 maja 2020 r. sezon ligowy został zakończony.
Ze względu różną liczbę zakończonych meczów w momencie odwołania, ranking mistrzostw został utworzony na podstawie punktów zdobytych na mecz.
Mistrzem po raz pierwszy w swojej historii został zespół Connah’s Quay Nomads i uzyskał on możliwość gry w kwalifikacjach do Ligi Mistrzów UEFA 2020/2021. 
Trzy kolejne zespoły zagrały w pierwszej rundzie kwalifikacyjnej Ligi Europejskiej UEFA 2020/2021 (nie dokończono Pucharu Walii). 
Dwie ostatnie drużyny w dniu zawieszenia zostały zdegradowane.

## Skład ligi w sezonie 2019/2020
W lidze rywalizowało dwanaście drużyn - dziesięć najlepszych drużyn z poprzedniego sezonu i po jednej z Cymru Alliance i Welsh Football League Division One:
Airbus UK (mistrzowie Cymru Alliance) i Pen-y-Bont (mistrzowie Welsh Football League Division One). 
Airbus UK Broughton powrócił do Cymru Premier po dwóch latach w nieobecności, zaś Pen-y-Bont, klub powstały w 2013 r., z siedzibą w Bridgend, po raz pierwszy wystąpił w najwyższej klasie rozgrywkowej. 
Dwie ostatnie drużyny z sezonu 2018/2019, Llandudno i Llanelli Town, spadły odpowiednio do Cymru North i Cymru South.
| Uczestnicy poprzedniej edycji | Uczestnicy poprzedniej edycji   | Uczestnicy poprzedniej edycji | Uczestnicy poprzedniej edycji |
| --- | ------------------------------- | ----------------------------- | ----------------------------- |
| TNS | The New Saints F.C.             | Oswestry                      | 1                             |
| CQN | Connah’s Quay Nomads F.C.       | Connah’s Quay                 | 2                             |
| BAR | Barry Town United               | Barry                         | 3                             |
| CAE | Caernarfon Town                 | Caernarfon                    | 4                             |
| NTW | Newtown A.F.C.                  | Newtown                       | 5                             |
| BAL | Bala Town                       | Bala                          | 6                             |
| CMU | Cardiff Metropolitan University | Cardiff                       | 7                             |
| ABE | Aberystwyth Town F.C.           | Aberystwyth                   | 8                             |
| CMR | Carmarthen Town                 | Carmarthen                    | 9                             |
| CDR | Cefn Druids                     | Cefn Mawr, Wrexham            | 10                            |
| Awans z Cymru Alliance |                                 |                               |                               |
| AIR | Airbus UK Broughton             | Broughton                     | 1                             |
| Awans z Welsh Football League Division One |                                 |                               |                               |
| PYB | Pen-y-Bont                      | Bridgend                      | 1                             |
| Oznaczenia: - kolumna pierwsza – skróty nazw drużyn, - kolumna trzecia – siedziba klubu, - kolumna czwarta – miejsce zajęte w poprzednim sezonie. |                                 |                               |                               |

## Runda zasadnicza
| Lp. | Drużyna                         | M  | Z  | R | P  | B+ | B– | +/– | Pkt | Kwalifikacja            |  | TNS  | CQN | BAL | BAR | CAE | NTW | CMU | CDR | ABE | PYB | AIR | CMR |
| --- | ------------------------------- | -- | -- | - | -- | -- | -- | --- | --- | ----------------------- |  | ---- | --- | --- | --- | --- | --- | --- | --- | --- | --- | --- | --- |
| 1   | The New Saints                  | 22 | 16 | 2 | 4  | 65 | 21 | +44 | 50  | Championship Conference |  |      | 2–1 | 1–0 | 0–1 | 1–0 | 2–1 | 1–2 | 2–1 | 2–0 | 2–1 | 6–2 | 1–0 |
| 2   | Connah’s Quay Nomads            | 22 | 13 | 7 | 2  | 39 | 17 | +22 | 46  | Championship Conference |  | 1–1  |     | 2–1 | 2–0 | 4–2 | 3–1 | 1–1 | 1–0 | 4–1 | 3–1 | 2–1 | 1–1 |
| 3   | Bala Town                       | 22 | 13 | 2 | 7  | 46 | 17 | +29 | 41  | Championship Conference |  | 3–1  | 0–1 |     | 1–1 | 3–0 | 4–0 | 1–2 | 1–2 | 2–0 | 4–0 | 1–0 | 2–1 |
| 4   | Barry Town United               | 22 | 12 | 4 | 6  | 32 | 25 | +7  | 40  | Championship Conference |  | 1–4  | 0–4 | 2–2 |     | 0–0 | 0–1 | 1–1 | 1–0 | 3–1 | 3–0 | 2–0 | 7–1 |
| 5   | Caernarfon Town                 | 22 | 10 | 4 | 8  | 31 | 30 | +1  | 34  | Championship Conference |  | 1–0  | 0–0 | 1–2 | 4–1 |     | 1–0 | 2–1 | 1–1 | 0–3 | 3–2 | 5–0 | 2–0 |
| 6   | Newtown                         | 22 | 9  | 5 | 8  | 21 | 24 | −3  | 32  | Championship Conference |  | 0–2  | 1–1 | 1–0 | 2–3 | 3–1 |     | 1–0 | 0–0 | 0–0 | 1–1 | 0–0 | 1–0 |
| 7   | Cardiff Metropolitan University | 22 | 8  | 7 | 7  | 26 | 25 | +1  | 31  | PlayOff Conference      |  | 1–1  | 0–1 | 1–0 | 0–1 | 2–0 | 1–0 |     | 2–1 | 1–2 | 1–1 | 1–0 | 0–3 |
| 8   | Cefn Druids                     | 22 | 9  | 4 | 9  | 32 | 34 | −2  | 31  | PlayOff Conference      |  | 0–5  | 2–0 | 0–3 | 1–0 | 3–1 | 1–2 | 2–1 |     | 1–2 | 2–3 | 3–1 | 3–3 |
| 9   | Aberystwyth Town                | 22 | 6  | 5 | 11 | 28 | 46 | −18 | 23  | PlayOff Conference      |  | 1–10 | 1–1 | 0–5 | 0–1 | 2–3 | 1–2 | 2–2 | 1–3 |     | 1–0 | 1–2 | 3–2 |
| 10  | Pen-y-Bont                      | 22 | 3  | 6 | 13 | 25 | 47 | −22 | 15  | PlayOff Conference      |  | 2–3  | 0–0 | 1–6 | 1–2 | 0–0 | 0–2 | 1–3 | 2–3 | 1–1 |     | 3–1 | 1–1 |
| 11  | Airbus UK Broughton             | 22 | 3  | 4 | 15 | 19 | 57 | −38 | 13  | PlayOff Conference      |  | 0–12 | 0–4 | 1–2 | 0–1 | 2–3 | 2–0 | 1–1 | 1–1 | 1–5 | 1–2 |     | 1–0 |
| 12  | Carmarthen Town                 | 22 | 2  | 6 | 14 | 24 | 45 | −21 | 12  | PlayOff Conference      |  | 2–6  | 1–2 | 0–3 | 0–1 | 0–1 | 1–2 | 2–2 | 1–2 | 0–0 | 3–2 | 2–2 |     |

## Runda finałowa
| Championship Conference |                                 |    |    |   |    |    |    |     |    |      |                                             |     |     |     |     |     |     |     |     |     |     |     |     |     |
| 1                       | Connah’s Quay Nomads (M)        | 26 | 16 | 8 | 2  | 47 | 19 | +28 | 56 | 2,15 | Liga Mistrzów UEFA • I runda kwalifikacyjna |     |     | 1–0 | n/a | n/a | 4–0 | n/a |     |     |     |     |     |     |
| 2                       | The New Saints                  | 26 | 16 | 4 | 6  | 69 | 27 | +42 | 52 | 2,00 | Liga Europy UEFA • I runda kwalifikacyjna   |     | n/a |     | n/a | 2–2 | n/a | 1–2 |     |     |     |     |     |     |
| 3                       | Bala Town                       | 26 | 15 | 4 | 7  | 53 | 23 | +30 | 49 | 1,88 | Liga Europy UEFA • I runda kwalifikacyjna   |     | 2–2 | 1–1 |     | n/a | n/a | n/a |     |     |     |     |     |     |
| 4                       | Barry Town United               | 25 | 12 | 6 | 7  | 35 | 29 | +6  | 42 | 1,68 | Liga Europy UEFA • Runda wstępna            |     | 0–1 | n/a | n/a |     | 1–1 | n/a |     |     |     |     |     |     |
| 5                       | Caernarfon Town                 | 26 | 11 | 5 | 10 | 36 | 38 | −2  | 38 | 1,46 |                                             |     | n/a | n/a | 1–2 | n/a |     | 3–1 |     |     |     |     |     |     |
| 6                       | Newtown                         | 25 | 10 | 5 | 10 | 25 | 30 | −5  | 35 | 1,40 |                                             | n/a | n/a | 1–2 | n/a | n/a |     |     |     |     |     |     |     |     |
| PlayOff Conference      |                                 |    |    |   |    |    |    |     |    |      |                                             |     |     |     |     |     |     |     |     |     |     |     |     |     |
| 7                       | Cardiff Metropolitan University | 25 | 9  | 8 | 8  | 30 | 29 | +1  | 35 | 1,40 |                                             |     |     |     |     |     |     |     |     | n/a | 3–1 | n/a | n/a | 1–1 |
| 8                       | Cefn Druids                     | 25 | 10 | 5 | 10 | 37 | 39 | −2  | 35 | 1,40 |                                             |     |     |     |     |     |     | n/a |     | 2–2 | n/a | n/a | n/a |     |
| 9                       | Aberystwyth Town                | 26 | 7  | 6 | 13 | 36 | 55 | −19 | 27 | 1,04 |                                             |     |     |     |     |     |     | n/a | n/a |     | 0–1 | n/a | 5–3 |     |
| 10                      | Pen-y-Bont                      | 25 | 5  | 6 | 14 | 29 | 48 | −19 | 21 | 0,84 |                                             |     |     |     |     |     |     | 2–0 | n/a | n/a |     | 1–2 | n/a |     |
| 11                      | Carmarthen Town (S)             | 25 | 4  | 6 | 15 | 28 | 49 | −21 | 18 | 0,72 | Spadek do Cymru South                       |     |     |     |     |     |     |     | n/a | 1–0 | n/a | n/a |     | n/a |
| 12                      | Airbus UK Broughton (S)         | 26 | 4  | 5 | 17 | 28 | 67 | −39 | 17 | 0,65 | Spadek do Cymru North                       |     |     |     |     |     |     |     | n/a | 2–3 | n/a | n/a | 1–3 |     |

## Najlepsi w sezonie
| Trener        | Andy Morrison         | Connah’s Quay Nomads F.C. | [ 9 ]  |
| Zawodnik      | Chris Venables        | Bala Town                 | [ 10 ] |
| Młodzieżowiec | Priestley Farquharson | Connah’s Quay Nomads F.C. | [ 9 ]  |

## Jedenastka sezonu
| Pozycja   | Zawodnik              | Drużyna                   |
| --------- | --------------------- | ------------------------- |
| Bramkarz  | Lewis Brass           | Connah’s Quay Nomads F.C. |
| Obrońca   | Danny Holmes          | Connah’s Quay Nomads F.C. |
| Obrońca   | Priestley Farquharson | Connah’s Quay Nomads F.C. |
| Obrońca   | George Horan          | Connah’s Quay Nomads F.C. |
| Obrońca   | Chris Marriott        | The New Saints F.C.       |
| Pomocnik  | Callum Morris         | Connah’s Quay Nomads F.C. |
| Pomocnik  | Aeron Edwards         | The New Saints F.C.       |
| Pomocnik  | Ryan Brobbel          | The New Saints F.C.       |
| Pomocnik  | Jamie Mullan          | Connah’s Quay Nomads F.C. |
| Napastnik | Michael Wilde         | Connah’s Quay Nomads F.C. |
| Napastnik | Chris Venables        | Bala Town                 |

Źródło: clwbpeldroed.org.

## Lista strzelców

### Runda zasadnicza
| Zawodnik       | Drużyna              | Bramki |
| -------------- | -------------------- | ------ |
| Greg Draper    | The New Saints       | 18     |
| Chris Venables | Bala Town            | 18     |
| Jamie Insall   | Connah’s Quay Nomads | 13     |
| Kayne McLaggon | Barry Town United    | 12     |
| Luke Bowen     | Carmarthen Town      | 12     |
| Henry Jones    | Bala Town            | 10     |
| Louis Robles   | Bala Town            | 10     |
| Dean Ebbe      | The New Saints       | 9      |

### Runda finałowa
| Zawodnik       | Drużyna          | Bramki |
| -------------- | ---------------- | ------ |
| Alhaji Sesay   | Aberystwyth Town | 4      |
| Chris Venables | Bala Town        | 4      |
| Oli Lanceley   | Airbus UK        | 3      |
| Niall Watson   | Airbus UK        | 3      |
| Marc Williams  | Aberystwyth Town | 3      |

### Razem
| Zawodnik       | Drużyna              | Bramki |
| -------------- | -------------------- | ------ |
| Chris Venables | Bala Town            | 22     |
| Greg Draper    | The New Saints       | 18     |
| Jamie Insall   | Connah’s Quay Nomads | 12     |
| Luke Bowen     | Carmarthen Town      | 12     |
| Kayne McLaggon | Barry Town United    | 12     |
| Dean Ebbe      | The New Saints       | 11     |
| Louis Robles   | Barry Town United    | 11     |
| Henry Jones    | Bala Town            | 10     |

## Trenerzy, kapitanowie i sponsorzy
| Drużyna                         | Trener              | Kapitan           | Sponsor techniczny | Sponsor strategiczny                |
| ------------------------------- | ------------------- | ----------------- | ------------------ | ----------------------------------- |
| Aberystwyth Town                | Matthew Bishop      | Marc Williams     | Acerbis            | Uniwersytet w Aberystwyth           |
| Airbus UK Broughton             | Steve O’Shaughnessy | Paul Harrison     | Umbro              | Gardner Aerospace                   |
| Bala Town                       | Colin Caton         | Chris Venables    | Macron             | Aykroyd's                           |
| Barry Town United               | Gavin Chesterfield  | Jordan Cotterill  | Macron             | RIM Motors, LDS Motor Factors       |
| Caernarfon Town                 | Huw Griffiths       | Nathan Craig      | Erreà              | Gofal Bro Cyf, Parc Gwêl y Fenai    |
| Cardiff Metropolitan University | Christian Edwards   | Bradley Woolridge | Erreà              | Cardiff Metropolitan University     |
| Carmarthen Town                 | Kristian O’Leary    | Lee Surman        | Kappa              | Gravells Seat, Castell Howell Foods |
| Cefn Druids                     | Stuart Gelling      | Neil Ashton       | Erreà              | Wrexham Lager                       |
| Connah’s Quay Nomads            | Andy Morrison       | George Horan      | Nike               | Gap Personnel                       |
| Newtown                         | Chris Hughes        | Craig T. Williams | Erreà              | Control Techniques                  |
| Pen-y-Bont                      | Rhys Griffiths      | Rhys Wilson       | Macron             | Nathaniel House of Cars             |
| The New Saints                  | Scott Ruscoe        | Paul Harrison     | Legea              | RUK Group                           |

## Stadiony
| Aberystwyth Town |
| ---------------- |
| Park Avenue      |
| Pojemność: 2 502 |
|                  |

| Airbus UK Broughton                        |
| ------------------------------------------ |
| Hollingsworth Group International Airfield |
| Pojemność: 1 500                           |
|                                            |

| Bala Town        |
| ---------------- |
| Maes Tegid       |
| Pojemność: 1 500 |
|                  |

| Barry Town United   |
| ------------------- |
| Jenner Park Stadium |
| Pojemność: 2 450    |
|                     |

| Caernarfon Town  |
| ---------------- |
| The Oval         |
| Pojemność: 3 000 |
|                  |

| Cardiff Metropolitan University |
| ------------------------------- |
| Cyncoed Campus                  |
| Pojemność: 1 875                |
|                                 |

| Carmarthen Town  |
| ---------------- |
| Richmond Park    |
| Pojemność: 2 500 |
|                  |

| Cefn Druids        |
| ------------------ |
| The Rock (stadium) |
| Pojemność: 2 500   |
|                    |

| Connah’s Quay Nomads |
| -------------------- |
| Deeside Stadium      |
| Pojemność: 1 500     |
|                      |

| Newtown          |
| ---------------- |
| Latham Park      |
| Pojemność: 5 000 |
|                  |

| Pen-y-Bont        |
| ----------------- |
| SDM Glass Stadium |
| Pojemność: 1 723  |
|                   |

| The New Saints   |
| ---------------- |
| Park Hall        |
| Pojemność: 1 500 |
|                  |